# يو مينهونغ
يو مينهونغ (بالصينية: 俞敏洪)‏ (15 أكتوبر 1962 في جيانغن - ) رائد أعمال، وشخصية أعمال من الصين.